# Programa Ranger

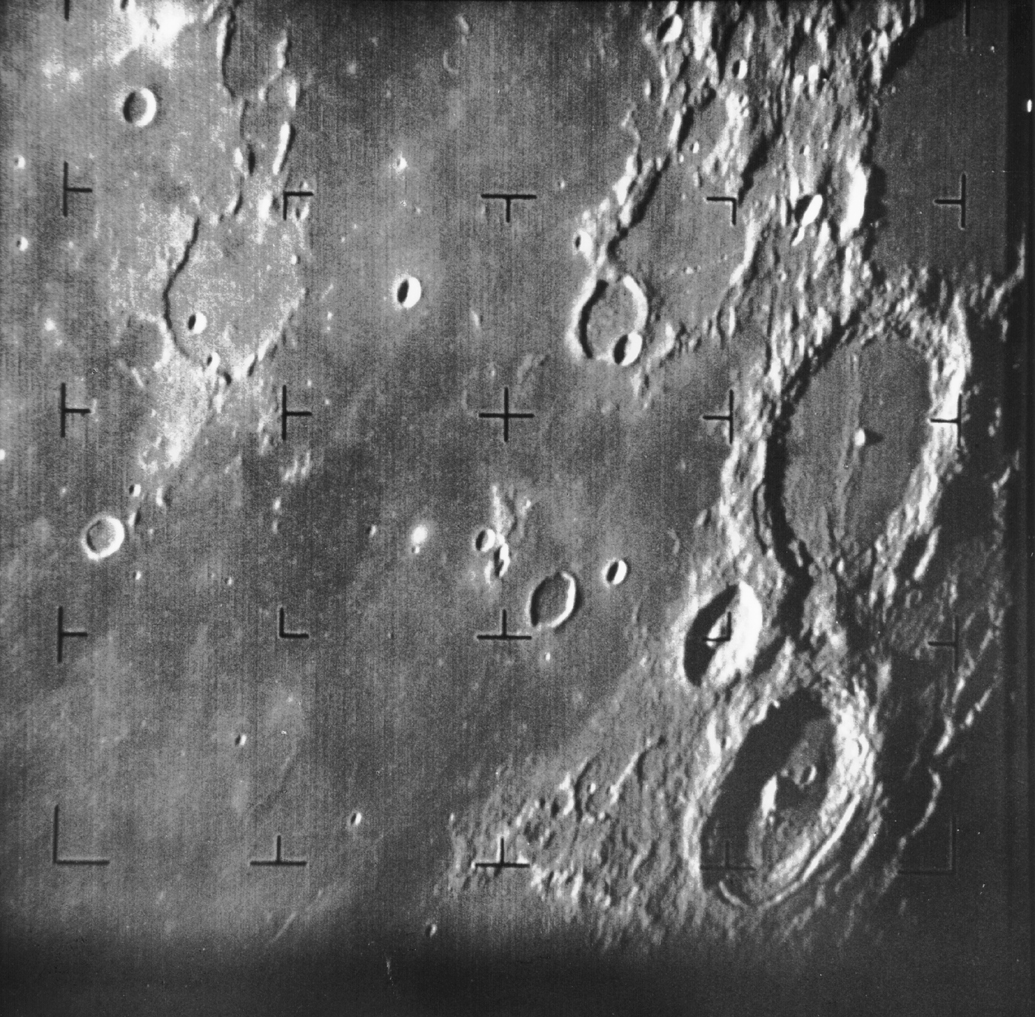
Primeira imagem da Lua obtida por uma sonda americana, a Ranger 7 em 31 de julho de 1964.

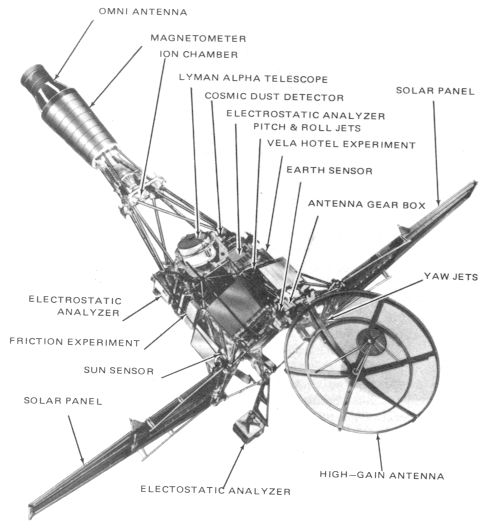
Diagrama da nave espacial Ranger bloco I. (NASA)

Diagrama da nave espacial Ranger bloco II. (NASA)

Diagrama da nave espacial Ranger bloco III. (NASA)

O programa Ranger era uma série de missões espaciais não tripuladas pelos Estados Unidos na década de 1960, cujo objetivo era obter as primeiras imagens em close da superfície da lua. A espaçonave Ranger foi projetada para obter imagens da superfície lunar, transmitindo essas imagens para a Terra até que a espaçonave fosse destruída com o impacto. Uma série de contratempos, no entanto, levou ao fracasso dos primeiros seis voos. Em um ponto, o programa foi chamado de "atire e espere". Congresso lançou uma investigação sobre "problemas de gerenciamento" na sede da NASA e no Laboratório de Propulsão a Jato. Ranger 7 retornou imagens com sucesso em julho de 1964, seguido por mais duas missões bem-sucedidas.
O Ranger foi originalmente projetado, a partir de 1959, em três fases distintas, denominadas "blocos". Cada bloco tinha objetivos de missão diferentes e um design de sistema progressivamente mais avançado. Os projetistas da missão JPL planejaram vários lançamentos em cada bloco, para maximizar a experiência de engenharia e o valor científico da missão e para garantir pelo menos um voo bem-sucedido. Os custos totais de pesquisa, desenvolvimento, lançamento e suporte para a série de naves espaciais Ranger (Rangers 1 a 9) foi de aproximadamente US$ 170 milhões (equivalente a US$ 1,07 bilhão em 2019).

## Objetivo
O objetivo das missões, era obter imagens "em close" da superfície da Lua.
O programa foi dividido em "blocos" de missões, dessa forma:

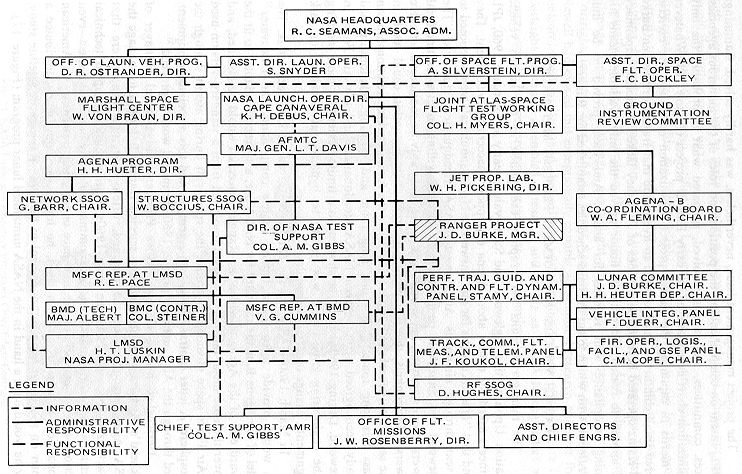
Organograma do programa Ranger

- Bloco 1
  - Ranger 1
  - Ranger 2
- Bloco 2
  - Ranger 3
  - Ranger 4
  - Ranger 5
- Bloco 3
  - Ranger 6
  - Ranger 7
  - Ranger 8
  - Ranger 9

## Nave espacial Ranger
Cada uma das espaçonaves do bloco III Ranger tinha seis câmeras a bordo. As câmeras eram basicamente as mesmas, com diferenças nos tempos de exposição, campos de visão, lentes e taxas de varredura. O sistema de câmeras foi dividido em dois canais, P (parcial) e F (completo). Cada canal era independente com fontes de alimentação, temporizadores e transmissores separados. O canal F tinha duas câmeras: a câmera A grande angular e a B câmera estreita. O canal P possuía quatro câmeras: P1 e P2 (ângulo estreito) e P3 e P4 (grande angular). A imagem final do canal F foi obtida entre 2,5 e 5 segundos antes do impacto (altitude de cerca de 5 km) e a última imagem do canal P de 0,2 a 0,4 segundos antes do impacto (altitude de cerca de 600 m). As imagens forneceram melhor resolução do que a disponível em visualizações baseadas na Terra por um fator de 1 000. O design e a construção das câmeras foram liderados por Leonard R. Malling. O gerente do programa Ranger para as seis primeiras espaçonaves foi James D. Burke. Os pré-amplificadores de câmera do programa Ranger usavam Nuvistors.